# 岐阜県道45号高鷲インター線

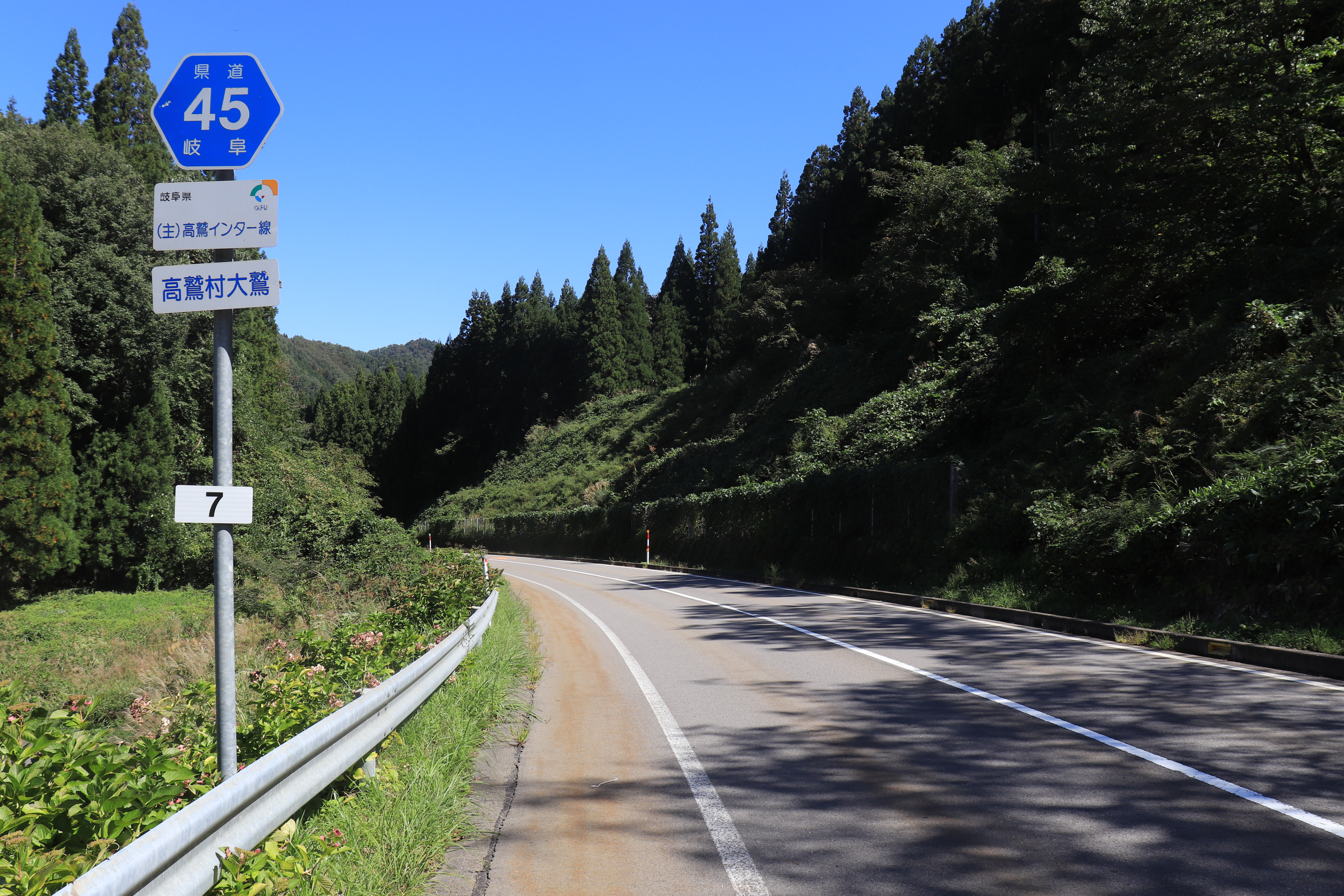
岐阜県道45号高鷲インター線、郡上市高鷲町大鷲にて

岐阜県道45号高鷲インター線（ぎふけんどう45ごう たかすインターせん）とは、岐阜県郡上市内の主要地方道（岐阜県道）である。

## 概要

### 路線データ
- 起点：岐阜県郡上市高鷲町鮎立（東海北陸自動車道高鷲IC）
- 終点：岐阜県郡上市高鷲町大鷲（国道156号交点）
- 実延長：3.424km[1]

## 通過する自治体
- 岐阜県
  - 郡上市

## 主な接続道路

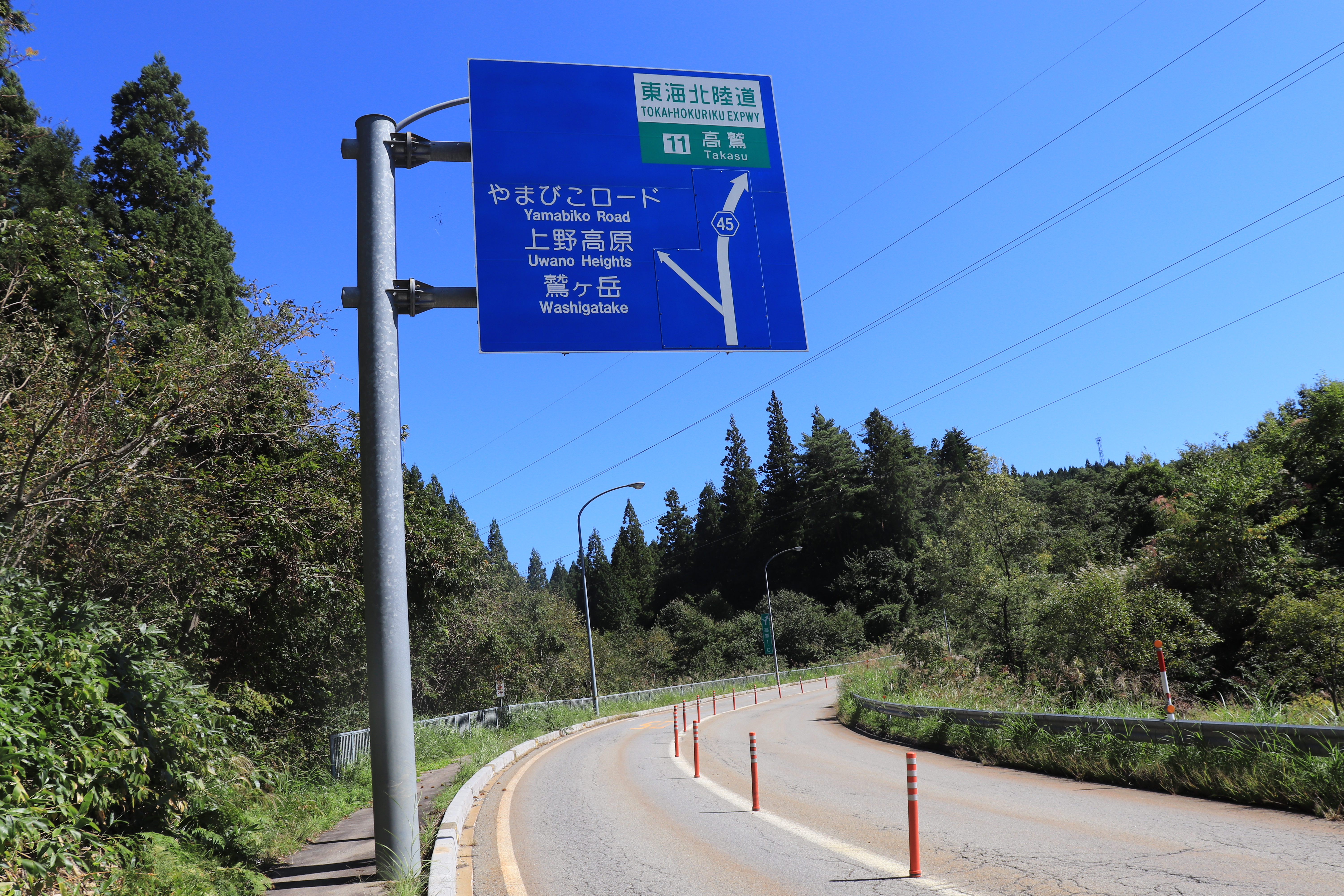
東海北陸自動車道の高鷲IC入口付近

- 東海北陸自動車道 高鷲IC（郡上市）
- 岐阜県道452号惣則高鷲線（郡上市）
- 国道156号（郡上市）

## 周辺
- 郡上市立高鷲小学校
- 湯の平温泉
- たかす保育園